# Mezraa, Beytüşşebap
Mezra là một thị trấn thuộc huyện Beytüşşebap, tỉnh Şırnak, Thổ Nhĩ Kỳ. Dân số thời điểm năm 2011 là 1.419 người.